# Försvenskning
Försvenskning syftar på den process som sker när man lånar in ett ord från ett annat språk men ändrar stavningen till ett mer svenskt skrivsätt. Det kan finnas olika skäl till att försvenska, till exempel för att den ska gå lättare att bilda verb av ordet. Exempelvis fungerar varken data eller datea som verb av date vidare i skrift, däremot är dejta gångbart. Nuförtiden används termen mest om engelska lånord i svenskan som förekommer med en förändrad stavning, såsom mejl, sajt och jos. Ett annat exempel är ordet najs, som alltså är en försvenskad variant av engelskan nice.
Ett annat sätt att försvenska är att dubbelteckna slutkonsonanten, vilket skett med bland annat webb, jobb och snobb. Men det finns vissa undantag, som pub, vilket på svenska normalt skrivs med ett b, och böjs "en pub, flera pubar, den där puben".
Andra, äldre exempel på försvenskade ord är fåtölj (av franskans fauteuil) och byrå (av franskans bureau).
Försvenskning kan i vissa fall uppfattas som främmande, särskilt när det gäller nya förslag. Ett exempel är försvenskningen av rejv, som när den föreslogs av Dagens Nyheters dåvarande språkvårdare i slutet av 1980-talet blev ämne för mycket kritik.

## Källförteckning
1. ↑  Catherine Edwards (11 april 2019). ”Swedish word of the day: najs”. The Local. https://www.thelocal.se/20190411/swedish-word-of-the-day-najs. Läst 28 mars 2024.
2. ↑  Svenska Akademiens ordbok: fåtölj
3. ↑  Svenska Akademiens ordbok: byrå
4. ↑  Palicki, Lena Lind (7 november 2022). ”Överlägsna skratt åt försvenskad stavning | Lena Lind Palicki”. Svenska Dagbladet. ISSN 1101-2412. https://www.svd.se/a/0QVdJA/i-polen-ar-ordet-for-dammsugare-elektroluks. Läst 28 mars 2024.